# Gerhard Mitter
Gerhard Karl Mitter (Krásná Lípa, Checoslováquia, 30 de agosto de 1935 – Quiddelbach, Alemanha Ocidental, 1 de agosto de 1969) foi um automobilista alemão.
Participou de quatro Grandes Prêmios de Fórmula 1 entre 1963 e 1969. Seu melhor resultado foi o 4º lugar na Alemanha de 1963. Integrou, entre outras, a equipe Lotus.